# Pseudotagia clathratus
Pseudotagia clathratus är en plattmaskart. Pseudotagia clathratus ingår i släktet Pseudotagia och familjen Macrovalvitrematidae. Inga underarter finns listade i Catalogue of Life.